# Deconstructie
Deconstructie (ook: deconstructionisme en deconstructivisme) is een leeswijze waarmee gepoogd wordt vooronderstellingen te ontdekken in teksten. Het filosofische begrip vond zijn ontstaan in de jaren zestig van de 20e eeuw als reactie op het structuralisme, dat in de eerste helft van de 20e eeuw dominant was geweest in taalkunde, antropologie en literaire kritiek. De Frans-Algerijnse denker Jacques Derrida legde de basis van het begrip “deconstructie” met onder meer La voix et le phénomène (1967) en La dissémination (1972).
Derrida's gedachtegang achter deconstructie is dat men de westerse metafysica kan blootleggen door het “deconstrueren” van de logica ervan. Toch is deconstructie geen eigenlijke leesmethode: een tekst laat zich door zijn interne logica op een bepaalde manier lezen en “deconstrueert” zo zichzelf. In literaire of filosofische teksten vindt men paradoxen en tegenstrijdigheden, en de tekstdeconstructie laat zien in welke mate deze tegengestelde begrippen vervlochten zijn.
In de jaren zeventig kregen Derrida's ideeën navolging in de architectuur- en designstroming deconstructivisme. Ook in de sociale wetenschappen en in de literaire kritiek hebben ze grote invloed.